# إم تي جوكس
إم تي جوكس (بالإنجليزية: Mt. Gox)‏ كانت شركة صرافة لعملة البيتكوين مقرها في طوكيو ، باليابان، تأسست في يوليو 2010 ، وفي عام 2014 كانت تستحوذ علي أكثر من 70% من تحويلات البيتكوين بالعالم وأصبحت أكبر سوق لصرف البيتكوين في العالم
في فبراير 2014، أوقفت إم تي جوكس التداول، وأغلقت موقعها على شبكة الإنترنت، وأعلنت إفلاسها. في أبريل 2014، بدأت الشركة إجراءات التصفية.
وأعلنت الشركة عن فقد حوالي 850,000 بيتكوين المملوك لعملائها أي ما يساوي قيمته 450 مليون دولار وعلي اللارجح فقد تمت سرقتهم.
قام المحققون الخاصون بالبحث في سلسلة الكتل للحصول على أدلة وملخص للسرقة. في أعقاب ذلك أُلقي القبض على مارك كاربيليس في الأول من أغسطس/آب 2015.